# 茂山千作
茂山 千作（しげやま せんさく）は、狂言大蔵流の名跡。京都を本拠とする茂山千五郎家の隠居名。現在は空き名跡。

## 初世
初世 茂山 千作（しょせい しげやま せんさく、文化7年旧暦5月17日（1810年6月18日）- 明治19年（1886年）5月11日）
九世茂山千五郎正虎の隠居名。

## 二世
二世 茂山 千作（にせい しげやま せんさく、元治元年旧暦9月27日（1864年10月27日）- 昭和25年（1950年）2月5日）
初世の三男。本名市蔵。1864年に京都に生まれ、幕末の混乱期に育つ。1868年、「柿山伏」のシテで初舞台を踏む。
連正喬（通称瓶次郎、初代千之丞）の弟として誕生した市蔵はワキ方の家の養子となる予定であったが、1872年に兄が流行病で死去したため、家を継ぐことになった。実母の死去後の継母との折り合いが悪く、21歳のときに家を出て放蕩するが、父の死後は、父の弟子らの指導を受けながら狂言に励む。1888年に十世茂山千五郎を襲名し、正重を名乗る。
それまで格式張っていた狂言を人々に楽しんでもらおうと、集会の余興などにも気軽に呼ばれて演じ、「おかずに困れば豆腐に。余興に困れば茂山の狂言に」と言われるようになった。1906年には、京都の催し子供博覧会で、13歳から7，8歳程度の子ども十数名によるお伽狂言20番あまりを公演して好評を博し、1907年1月には、東京において巖谷小波・久留島武彦らのお伽倶楽部のための公演も行った。京都お伽倶楽部においても子ども狂言の活動が行われるなど、狂言普及に尽くした。
1946年、二世「茂山千作」を隠居名として襲名。谷崎潤一郎の随筆『月と狂言師』（1949年）に、息子や孫とともに登場し、一門の気さくな人柄が描写されている。
1948年、「枕物狂」のシテで、芸術祭賞。
1950年2月5日、85歳で死去した。
大柄で比較的派手な性質であり、芸風は、はじめサービス過剰の演技であったものの、後に枯淡な芸と評された。

## 三世
三世 茂山 千作（さんせい しげやま せんさく、明治29年（1896年）8月22日 - 昭和61年（1986年）7月19日）は狂言方大蔵流能楽師、茂山千五郎家11代目当主（1946年 - 1966年）、人間国宝（重要無形文化財各個認定）保持者。
二世の養子。本名は茂山 真一（しげやま まさかず）。生家は菓子商で、実の祖父は和泉流狂言を習っていたというが、生後すぐに養子とされ、実子同然に育てられた。1901年に「附子」のシテで初舞台を踏み、幼少期は病弱であったが、父の厳しい稽古に耐えて成長する。
1935年から35年をかけて、茂山家の現行の台本200番を書き留める地道な業績を残し、真一本はその後の茂山家で現行台本とされているほか、北川忠彦ら校注の『狂言集』の底本となった。
1946年、養父が千作を襲名するのに伴い十一世茂山千五郎を襲名。
谷崎潤一郎とその妻に狂言小謡や狂言小舞を教えるなど親交があり、還暦記念に新作小謡「ささめ雪」を書いてもらっている。
1959年、京都新聞文化賞受賞。1966年、三世茂山千作を襲名。1969年、勲五等双光旭日章受章。1971年、京都市文化功労者。
1976年、人間国宝に認定。なお、後年に長男の七五三（四世千作）と孫の眞吾（二世七五三）も人間国宝に認定されている。
1977年、能楽界につくした業績に対し日本芸術院賞 、大阪芸術賞受賞。
1979年、日本芸術院会員。1981年、勲三等瑞宝章受章。1983年、京都府文化賞特別功労賞受賞、京都市名誉市民。
子供は七五三（十二世千五郎、四世千作）、政次（二世千之丞）、哲子（1927年生、幸流小鼓方の曾和博朗と結婚）、育子（1931年生、佐々木千吉と結婚）、満子（1933年生、岩崎狂雲と結婚）の5人。
孫に正義（五世千作）、眞吾（二世七五三）、千三郎(2020年まで千五郎家で活動)、あきら。
曾孫に正邦（十四世千五郎）、茂、宗彦、逸平、童司（三世千之丞）がおり、正義以来宗彦まで、茂山を名乗る子は約40年間男児しか生まれていないと著書『狂言85年茂山千作』（淡交社、1984年）で述懐している。晩年は曾孫にも稽古をつけ、特に謡を教えていた。
1986年7月19日、満89歳で死去した。
京風で洒脱な写実的芸風で、小柄な体格から太郎冠者をよく演じた。高くよく通る声で、後代の親族では二世千之丞が三世千作の声に似ていると言われた。

## 五世
五世 茂山 千作（ごせい しげやま せんさく、昭和20年（1945年）7月6日 - 令和元年（2019年）9月21日）は狂言方大蔵流能楽師、茂山千五郎家13代目当主（1994年 - 2016年）。
四世茂山千作と先妻・幸子の長男として誕生。本名は茂山 正義（しげやま まさよし）。1949年、以呂波のシテとして4歳で初舞台を踏む。
1962年に母の幸子が死去した際には正義は高校生で、翌年に再婚した父と後妻の間に、1964年に年の離れた異母弟の千三郎（2020年末まで千五郎家で活動、その後独立）が誕生している。
1976年、2歳下の同母弟・眞吾（二世七五三）や従弟の晃（あきら）と共に花形狂言会を発足させ、古典狂言のほか、小松左京作のＳＦ狂言など数々の新作狂言に取り組む。
1986年、昭和60年度京都市芸術新人賞受賞、重要無形文化財保持者総合認定。
1994年、当主名の「茂山千五郎」を十三世として襲名。
2004年、京都府文化賞功労賞受賞。
2008年、京都市文化功労者。同年、文化庁芸術祭大賞受賞。
2016年、旭日双光章受章。同年、「五世茂山千作」（隠居名）を襲名。
2019年9月21日、膵臓がんのため死去。満74歳没（享年75）。
長男に正邦（十四世茂山千五郎）。次男に茂山茂。
孫に茂山竜正、茂山虎真、茂山鳳仁、茂山蓮。また、この他にも女性の孫（茂の娘）が２人いる。
弟子に島田洋海や山下守之や井口竜也などがいる。